# 药山惟俨

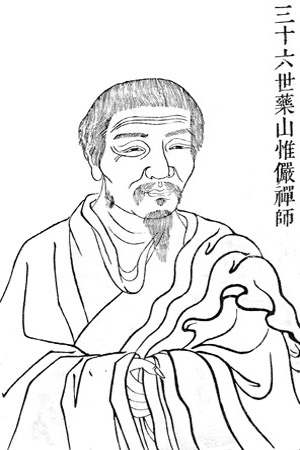
药山惟俨

藥山惟儼（751年—834年），俗姓韓，山西绛州人，唐代禪師，石頭希遷法嗣。謚號弘道大師。

## 生平
年十七歲時，在南嶽懷讓的弟子西山慧照門下出家。大曆八年（773年），在衡岳希操律師處受具足戒。参谒石头希迁，其间尝住沣州药山寺（位于湖南省津市市棠华乡药山村），证得心法并嗣其法（有临济宗人以为惟俨实得法于马祖道一）。惟俨弟子有云岩昙晟等。
唐太和八年（834）示寂。師臨終時，叫云︰「法堂倒，法堂倒。」眾皆持柱撐之（徒眾聽了連忙持拄支撐）。師舉手云︰「子不會我意！」乃告寂（說完使入滅），世壽八十四。入室弟子沖虛為其建塔於院之東隅。

## 轶事
唐代文学家李翱任朗州刺史時曾經拜訪過惟儼禪師，並贈詩紀念:“炼得身形似鹤形，千株松下两函经。我来相问无余说，云在青天水在瓶。”。

## 法嗣

### 師承
- 石頭希遷

### 弟子
- 雲巖曇晟
- 道吾圓智
- 澧州高沙彌

## 外部連結
- 石头希迁法嗣药山惟俨禅师 （页面存档备份，存于）
- 药山惟俨禅师：山中野菜可充饥 （页面存档备份，存于）